# Richard de Venosa
Richard de Venosa (Richardus Venusinus, fl. 1228-1230 ca.; ... – mort après le 24 août 1267 ?) est un juriste actif auprès de la cour du royaume de Sicile pendant la première moitié du XIIIe siècle. Il est aussi poète, connu pour sa comédie élégiaque De Paulino et Polla, expressément dédiée à Frédéric II.

## Biographie
On ne sait presque rien de la vie de Richard de Venosa, si ce n'est les informations fournies dans le prologue de son unique œuvre.
Richard (Riccardo), originaire de Venosa, était juge à la cour de Frédéric II. Son œuvre retrace la formation qu'il a reçue pour atteindre ce poste, sa familiarité avec les questions judiciaires et classiques et l'étendue de sa culture littéraire. Celle-ci s'exprime par sa connaissance du genre poétique dans la comédie élégiaque, dans sa maîtrise des classiques, assimilés et remaniés avec naturel et esprit, et enfin dans sa façon d'écrire en métrique latine comme les poètes antiques.
Richard de Venosa est un des défenseurs du haut latin dans la cour de Frédéric II. À cette époque, la cour connaît un véritable triomphe culturel, avec l'œuvre d'auteurs et d'épîtres comme Pierre des Vignes, Jacques de Bénévent, Orfino de Lodi et Quilichino de Spoleto. Dans leurs mains, les lettres de la chancellerie impériale ont pour objectif de concurrencer l'art de celles de la chancellerie papale, et de devenir des modèles d'Ars dictaminis et un outil de propagande de l'idéologie impériale.
Une théorie suggère qu'il est exilé de la Maison capétienne d'Anjou-Sicile après la bataille de Bénévent et en particulier après le 26 février 1266, date à laquelle Manfred Ier de Sicile est tué au combat, marquant la victoire de Charles Ier d'Anjou.
Un document atteste sa présence à Venose l'année suivante : le 24 août 1267, un certain juge Richard de Venosa et son compagnon nommé François, étudient des témoignages sur les privilèges concédés à l'abbaye de la Trinité de Venosa. Un certain Jacques, juge de Venosa, fait transcrire et authentifier l'acte par le notaire Jean. Si le document est bien celui de Richard de Venosa, on estime donc qu'il est décédé au plus tôt le 24 août 1267.

### De Paulino et Polla

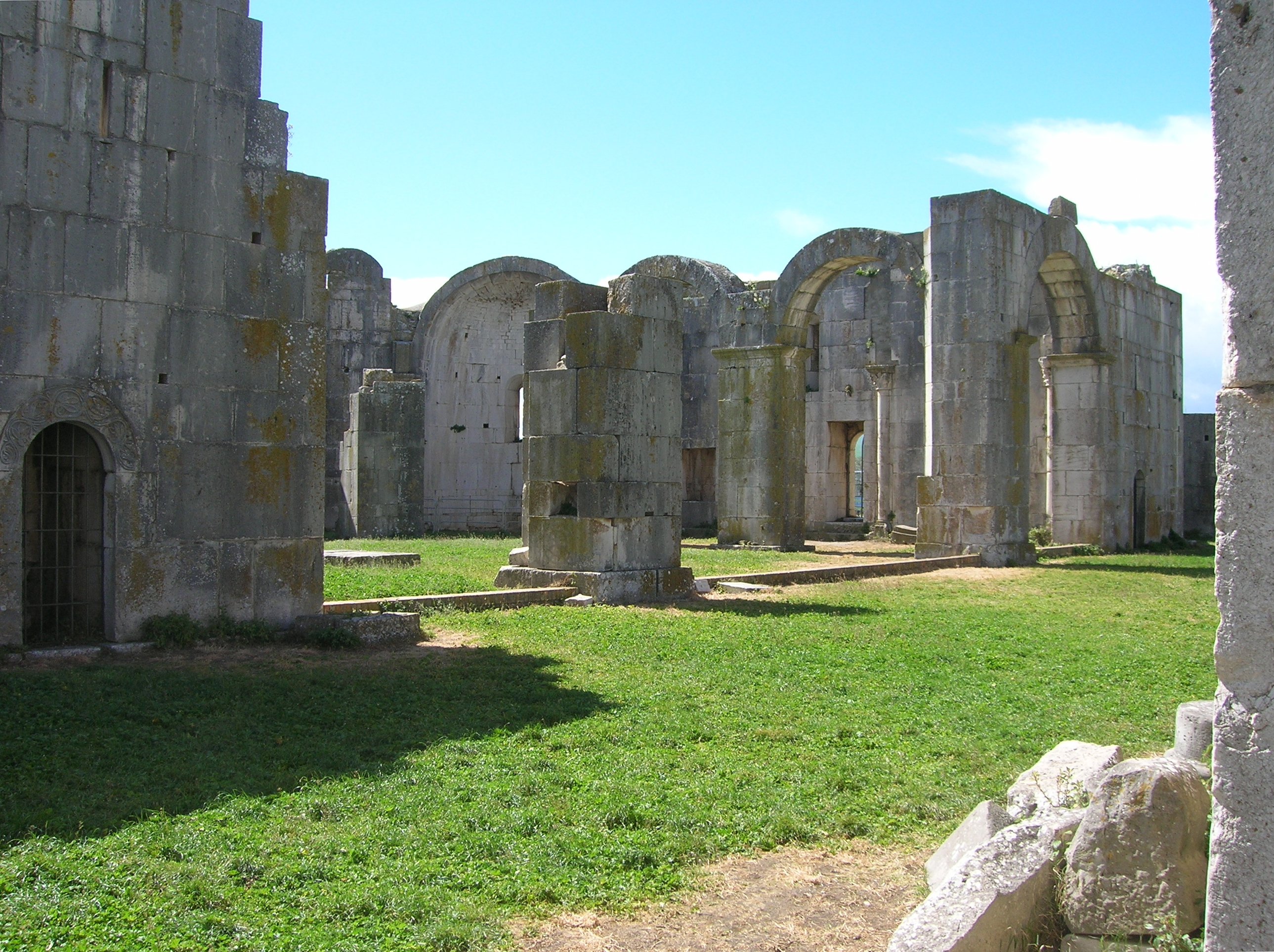
Ruines de la cité médiévale de Venosa, où a vécu l'auteur et où se déroule De Paulino et Polla.

Richard est connu comme poète et auteur pour sa seule œuvre, De Paulino et Polla, riche d'allusions à des fonctionnaires de la cour de Frédéric II et dédiée à l'empereur susnommé. Œuvre poétique unique, De Paulino et Polla est une œuvre appartenant au genre littéraire de la comédie élégiaque, quoi que venant plus tard et dans une autre région. La comédie élégiaque, à mi-chemin entre le théâtre et la poésie, vient à l'origine du centre de la France pendant le siècle précédent, puis gagne en notoriété en Angleterre au XIIe siècle et en Allemagne au XIIIe siècle.
De Paulino et Polla, avec sa versification fluide et son latin élégant, offre un extrait de la vie de l'époque et un témoignage important de la littérature dans la cour du Royaume de Sicile à l'époque de Frédéric II. L'helléniste Dario Del Corno compare l'humour du juge Richard de Venosa à celui, contemportain, de Woody Allen ou de Roberto Benigni.
Le personnage principal de la comédie est Fulcone, avocat contre son gré. D'abord récacitrant, Fulcone se laisse convaincre de devenir juge d'une médiation matrimoniale illicite entre deux époux décrépits et stériles. L'histoire part ensuite dans une succession de péripéties et d'épisodes relevant de la farce, dont le médiéviste Peter Dronke qualifie la verve de digne d'un Buster Keaton, et qui conduit l'avocat ignare au pied de l'échafaud, dont il réussit à s'échapper in extremis.